# Зелений Гай (Новгород-Сіверський район)
51°52′12″ пн. ш. 32°49′12″ сх. д. / 51.87000° пн. ш. 32.82000° сх. д.
Зеле́ний Гай, також відоме як хутір Боєць — зняте з обліку село в Новгород-Сіверському районі Чернігівської області. Підпорядковувалось Орлівській сільській раді. Населення відсутнє.
Площа села — 0,23 км², розташоване на висоті 173 м над рівнем моря. Неподалік знаходиться село Дачне.

## Історія
Село було засновано в XIX столітті. У 1943 році воно було вщент спалене загоном німців і співвітчизників, тоді було знищено 168 його жителів, з яких половину становили діти до 12 років. Після війни село відродилося і вже в 1970 році в ньому налічувалося понад 110 жителів. В 1980-х роках у Зеленому Гаю проживало 40 людей.
Рішенням Чернігівської обласної ради від 15 вересня 2009 року село було знято з обліку.